# Frédéric-Maurice de La Tour d'Auvergne (1642-1707)
Pour les articles homonymes, voir Frédéric-Maurice de La Tour d'Auvergne.
 (mai 2025).
Si vous disposez d'ouvrages ou d'articles de référence ou si vous connaissez des sites web de qualité traitant du thème abordé ici, merci de compléter l'article en donnant les références utiles à sa vérifiabilité et en les liant à la section « Notes et références ».
Frédéric-Maurice II de La Tour d'Auvergne (15 janvier 1642 - 23 novembre 1707), comte d'Auvergne et comte d'Olliergues et marquis de Lanquais, est un noble et un militaire français, issu de la maison de La Tour d'Auvergne. Il termine sa carrière avec le grade de lieutenant-général.

## Biographie

### Origines
Frédéric-Maurice de La Tour d'Auvergne naît le 15 janvier 1642 Il est numéroté II afin de le distinguer de son père.
Il est le fils de Frédéric-Maurice de La Tour d'Auvergne et d'Éléonore de Bergh
Il reçoit de son oncle Henri, vicomte de Turenne, la survivance de la charge de gouverneur du Limousin. Ils y sont gouverneurs de 1656 à 1707.

### Carrière
Brigadier le 13 février 1674, maréchal de camp le 28 mars 1674, Il termine sa carrière avec le grade de lieutenant-général des armées du roi le 25 février 1677.

## Famille
Frédéric-Maurice de La Tour d'Auvergne épouse en 1662 Françoise (1642 - 17 octobre 1698), princesse de Hohenzollern-Hechingen, marquise de Bergen-op-Zoom, fille d'Eitel-Frédéric II, prince de Hohenzollern-Hechingen. Ils ont douze enfants :
- Marie-Anne (11 novembre 1669-) ;
- Emmanuel-Maurice (3 décembre 1670 - mars 1702) ;
- Henri-Oswald (5 novembre 1671), abbé de Cluny, puis archevêque de Tours (1719-1722), archevêque de Vienne et enfin cardinal (1737) ;
- François (27 septembre 1672-), dit « le prince de Vimeuil » ;
- Henriette (1673-) ;
- Louis-Frédéric (1674-) ;
- François-Égon (1675-1710), dit « le prince d'Auvergne », comte d'Auvergne et marquis de Bergen-op-Zoom,qui épouse en 1707 Marie-Anne, fille de Philippe-Charles François d'Arenberg (1663-1691), 3e duc d'Arenberg, 9e duc d'Aerschot. Leur fille est Marie-Henriette de La Tour d'Auvergne, et leur petit-fils : Charles Théodore de Bavière ;
- Frédéric-Godefroid ;
- Frédéric-Constantin (1682-1732), dit « le prince Frédéric », comte d'Oliergues ;
- Thérèse-Henriette (16 mars 1683) ;
- Élisabeth-Éléonore (v. 1665 - 1746), abbesse de Thorigny-sur-Vire ;
- Louise-Émilie (1667-1737), abbesse de Saint-Remy de Villers-Cotterêts, puis abbesse de « Mont-Martre-Les-Paris » (1727-1735)[1].

Frédéric-Maurice contractera une seconde union, le 1er avril 1699 avec Élisabeth van Wassenaer-Starrenburg (morte le 16 septembre 1704.).

### Sources et bibliographie
- Étienne Baluze, Histoire généalogique de la Maison d'Auvergne[source insuffisante]
- Michel Vergé-Franceschi, La Société française au XVIIe siècle[source insuffisante]